# Wars (Computerspielreihe)
Die Wars-Reihe ist eine Serie von Videospielen des japanischen Herstellers Nintendo. Entwickelt wurden die meisten Spiele von Intelligent Systems ausschließlich für Nintendo-Konsolen. Es handelt sich um rundenbasierte Strategiespiele, in denen der Spieler gegen Computergegner oder menschliche Gegner antritt. Das erste Spiel erschien mit Famicom Wars 1988 ausschließlich in Japan für den Famicom. Der aktuellste Titel ist das 2023 erschienene Remake Advance Wars 1+2: Re-Boot Camp.

## Spielprinzip
Es handelt sich um rundenbasierte Strategiespiele, in denen der Spieler das Kommando über verschiedene militärische Einheiten, wie Infanterie, Panzer, Kriegsschiffe, Kampfhubschrauber oder Kampfflugzeuge erhält. Dabei kann der Spieler in verschiedenen Spielmodi entweder gegen Computergegner oder menschliche Mitspieler antreten. Runde für Runde (eine Runde entspricht einem Tag) bewegen die Kontrahenten nacheinander ihre Truppen über die Karte, meistens mit dem Ziel, alle gegnerischen Truppen zu vernichten oder das gegnerische Hauptquartier einzunehmen. Das Gelände hat dabei Einfluss auf Bewegungsradius und Deckung der Einheiten, so sind Bodentruppen beispielsweise im Wald besser geschützt als auf offener Straße. Im „Kriegsnebel“ beeinflusst es außerdem das Sichtfeld der Truppen, so sind im Wald versteckte Bodeneinheiten nur aus unmittelbarer Nähe sichtbar, während sich das Sichtfeld von Infanterie-Einheiten erhöht, wenn sie einen Berg erklimmen.
Der Spieler erhält jede Runde Fonds, deren Höhe von der Anzahl der eingenommenen Basen abhängt. Basen sind neutrale oder gegnerische Städte, Fabriken, Häfen und Flughäfen, die von Infanterie-Einheiten eingenommen werden können. In alliierten Städten und Fabrik-Basen erhalten Bodentruppen Rationen und werden gegen Fonds repariert. In Fabriken werden außerdem gegen Fonds neue Bodentruppen aufgestellt. In Häfen erhalten See-Einheiten Rationen und werden gegen Fonds repariert, außerdem werden dort gegen Fonds neue See-Einheiten aufgestellt. In Flughäfen erhalten Flug-Einheiten Rationen und werden gegen Fonds repariert, ferner werden dort gegen Fonds neue Flug-Einheiten aufgestellt. Die Spiele erhalten weiteren Tiefgang dadurch, dass beim Gefecht der Einheiten Munition verbraucht wird und diese komplett aufgebraucht werden kann. Ebenso wird für das Bewegen der Einheiten Benzin benötigt. Beide Güter werden über Rationen wieder aufgefüllt. Diese erhalten die Einheiten entweder innerhalb einer eigenen Basis oder sie werden durch Truppentransporter mobil mit Nachschub versorgt. Die taktischen Möglichkeiten in den Wars-Spielen sind sehr vielfältig, jedoch stellen die Spiele eine gut ausbalancierte Mischung aus Komplexität und Überschaubarkeit dar.

## Spiele
Die ersten sechs Ableger der Reihe sind exklusiv für den japanischen Markt erschienen. Außerhalb Japans bekannt und vermarktet wurde die Reihe erst mit Advance Wars, das im Jahr 2001 für den Game Boy Advance veröffentlicht wurde.
| Jahr | Titel                             | Plattform                           |
| ---- | --------------------------------- | ----------------------------------- |
| 1988 | Famicom Wars                      | Famicom                             |
| 1991 | Game Boy Wars                     | Game Boy                            |
| 1997 | Game Boy Wars TURBO               | Game Boy                            |
| 1998 | Super Famicom Wars                | Super Nintendo Entertainment System |
| 1998 | Game Boy Wars 2                   | Game Boy Color                      |
| 2001 | Game Boy Wars 3                   | Game Boy Color                      |
| 2001 | Advance Wars                      | Game Boy Advance                    |
| 2003 | Advance Wars 2: Black Hole Rising | Game Boy Advance                    |
| 2005 | Advance Wars: Dual Strike         | Nintendo DS                         |
| 2005 | Battalion Wars                    | GameCube                            |
| 2008 | Battalion Wars 2                  | Wii                                 |
| 2008 | Advance Wars: Dark Conflict       | Nintendo DS                         |
| 2023 | Advance Wars 1+2: Re-Boot Camp    | Nintendo Switch                     |

### Battalion Wars
Bei den Battalion-Wars-Spielen handelt es sich um Actionspiele, die vom europäischen Entwickler Kuju Entertainment programmiert wurden. Diese bieten zwar auch Strategie-Elemente, laufen allerdings in Echtzeit. Kurz nach Vorstellung der Wii gab es Spekulationen über einen Nachfolger des erst kürzlich erschienen GameCube-Titels mit Onlinemodus. Die Gerüchte wurden auf der Games Convention 2006 bestätigt. Der Titel erschien als Battalion Wars 2 am 29. Oktober 2007 in den USA und am 15. Februar 2008 in Europa.

### Advance Wars 1+2: Re-Boot Camp
Advance Wars 1+2 Re-Boot Camp ist ein Remake von Advance Wars und Black Hole Rising und wurde 2023 für Nintendo Switch veröffentlicht. Der von WayForward entwickelte Titel enthält neben den beiden Einzelspielerkampagnen der Originale auch einen Mehrspielermodus für zwei bis vier Spieler.

## Rezeption
| Spiel                             | Metacritic |
| --------------------------------- | ---------- |
| Advance Wars                      | 92/100     |
| Advance Wars 2: Black Hole Rising | 89/100     |
| Advance Wars: Dual Strike         | 90/100     |
| Battalion Wars                    | 76/100     |
| Battalion Wars 2                  | 75/100     |
| Advance Wars: Dark Conflict       | 86/100     |
| Advance Wars 1+2: Re-Boot Camp    | 82/100     |

Insbesondere die Advance-Wars-Titel, aber auch die Battalion-Wars-Ableger der Serie erhielten viele positive Kritiken aus der Fachpresse. Eine Metacritic-Wertung von 90 und mehr macht gleich zwei Spiele der Serie zu „Metacritic must-plays“. Für den Nintendo DS erreichten diesen Status insgesamt lediglich fünf weitere Titel, für den Game Boy Advance 13 weitere.